# Luca Maria Scarantino
Luca Maria Scarantino (Milán, 10 de abril de 1968) es un filósofo italiano. Desde 2018 preside la Federación Internacional de Sociedades Filosóficas (FISP) para el periodo 2018-2023. También es coeditor de la revista internacional de filosofía Diogenes. En la actualidad enseña filosofía y política de las culturas en la Universidad Libre de Lengua y Comunicación de Milán. Es especialmente conocido por sus trabajos y reflexiones sobre interculturalidad, inmigración y culturas.  

## Trayectoria
Estudió en la Escuela Italiana Cristoforo Colombo de Buenos Aires (1985) y se licenció en Filosofía en la Universidad de Milan (1993). Posteriormente se trasladó a París para realizar un postgrado de Teoría del Conocimiento en la Escuela de Estudios Superiores en Ciencias Sociales en París donde se doctoró en 2006 con el tema "La construcción de la filosofía como ciencia social. Un estudio del trascendentalismo italiano de l filosofía de la crisis de Antonio Banfi a la teoría de la persuasión racional de Giulio Preti". 
Desde 2011 es profesor de filosofía y política cultural en la Universidad Libre de Lengua y Comunicación de Milán y es a autor de varios trabajos sobre filosofía italiana contemporánea. Ha recibido diversas becas de investigación de diversas organizaciones entre ellas de la Unesco. Es el actual coeditor de la revista internacional de filosofía Diogenes fundada en 1952 por Roger Caillois sobre filosofía y estudios humanísticos.
De 2008 a 2018 fue Secretario de la Federación Internacional de Sociedades Filosóficas (FISP) organización de la que en 2018 asumió la presidencia para el periodo 2018-2023.  

## Pensamiento
Sus estudios más recientes se han centrado en el análisis de algunas estructuras elementales de la moralidad, como la persuasión, la violencia, la confianza, el resentimiento, la generosidad y el amor. Un trabajo que busca, entre otras cosas, identificar algunos conceptos morales transculturales, incluyendo caritas, ren, ubuntu y la Regla de Oro como una estructura constitutiva de la moralidad.
Defiende que el pensamiento filosófico es clave para entender la complejidad humana y ha alertado sobre el "preocupante aumento de las tendencias identitarias y racistas." Europa, señala, "se empobrece por la dificultad de integrarse en el movimiento mundial de costumbres y aspectos culturales diferentes. El pensamiento filosófico ayuda a vivir en la complejidad humana, por ello debería incorporarse en la enseñanza. La simplificación es el gran peligro."
Considera que Europa ha sido "la provincia feliz" de un imperio, el estadounidense que a hora la deja caer...  porque ya no le interesa mantenerla a flote en el mar de fondo de la lucha de gigantes entre América del Norte, China y Rusia.